# Zakkendrager

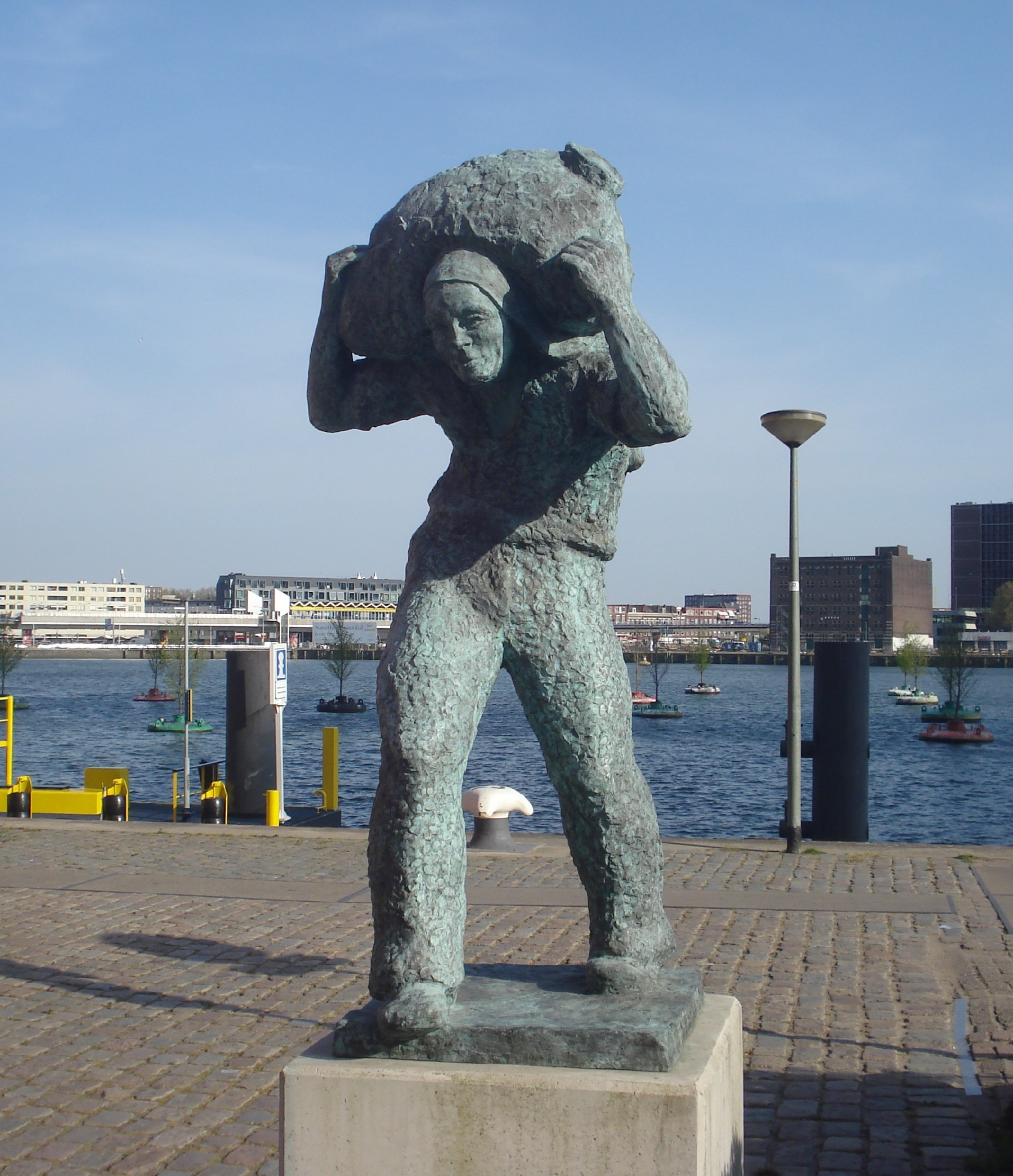
Lastdrager, Han Rhem, 1950

De zakkendrager transporteerde zakken en andere verpakte goederen zoals graan, meel, steenkool en turf, ze waren vooral in havengebieden werkzaam.

## Beschrijving
Zakkendrager was een zwaar beroep, een zak graan woog bijvoorbeeld 90 kg. "Een nieuwe drager moest wel gezond van lijf en leden zijn, voor het werk geschikt, van "goed zedelijk" gedrag en tussen de 20 en 30 jaar oud zijn" aldus het Anthonisgilde van Schiedam. De last moest vanuit het schip de wal op worden gebracht en in gereedstaande wagens geplaatst of direct naar de pakhuizen worden gedragen. Ook het volscheppen van zakken met stortgoed of het vullen van de turfmanden behoorde tot hun taak. De zakkendrager gebruikte enkele eenvoudige gereedschappen en hulpmiddelen: een stuk touw, een zakkenhaak en een zak of lap om het hoofd te beschermen.

Het beroep was van groot belang voor de steden maar de leden stonden over het algemeen in slecht aanzien. Een gedichtje getuigt hiervan:
De wijsheyt van een boer
De schoonheyt van een hoer
En sackendragers kracht
En zijn niet veel geacht— Jacob Kats
Een krantenbericht uit 1899:
In de politieberichten betreffende de maandelijkse sterfgevallen worden de namen der gestorven zakkendragers onder elkaar gedrukt vervolgens een groote streep er lange getrokken en  tegen het midden daarvan met groote letters heb woord „Jeneverberoerte" geplaatst. Zoo sterk is het geloof, dat een zakkendrager aan geen andere ziekte kon overleden zijn". 

Anderzijds werd het werk van de zakkendragers gewaardeerd, naast hun gewone werk verrichten zij allerlei nevendiensten o.a. brandweer en ordedienst aan de gemeente en waren zij deels ambtenaar.

In 's Gravenhage vormden zij het college dat bij feestdagen de lagere standen vertegenwoordigde en hadden zij het privilegie om de paarden van de koets van de koning in te spannen.

## Zakkendragersgilde
Het beroep van zakkendrager is oud, al in de 13e eeuw was er sprake van, ze waren verenigd in gilden. Die kregen grote invloed op politiek, bestuurlijk en religieus gebied, na de Middeleeuwen werd hun invloed minder en beperkte zich tot bestuurlijke taken het gilde betreffend: de zorg voor de leden en de verdeling van het werk. De gilden hielden zich ook bezig met o.a. begrafenissen, ziekenzorg en bejaardenzorg ook de weduwen en wezen van de gildeleden werden door het gilde ondersteund.
Als er vracht was werd over het algemeen een klok in het gildehuis geluid, de leden moesten dan naar het gebouw komen, soms binnen een afgesproken tijd. De Gildemeester verdeelde het beschikbare werk door voor elke drager te dobbelen en vervolgens degenen met de hoogste ogen het werk te gunnen, deze handelswijze werd smakken genoemd. In musea worden attributen zoals de luidklok, het smakbord en gereedschappen bewaard, o.a. het Historisch Museum Den Briel.
In 1798 tijdens de Franse tijd werden alle gilden opgeheven, sommigen werden voortgezet als genootschap en bleven nog lange tijd bestaan. Het Dordtse zakkendragersgilde werd pas in 1950 opgeheven en telde toen nog 15 leden.

### Nederlandse zakkendragersgilden

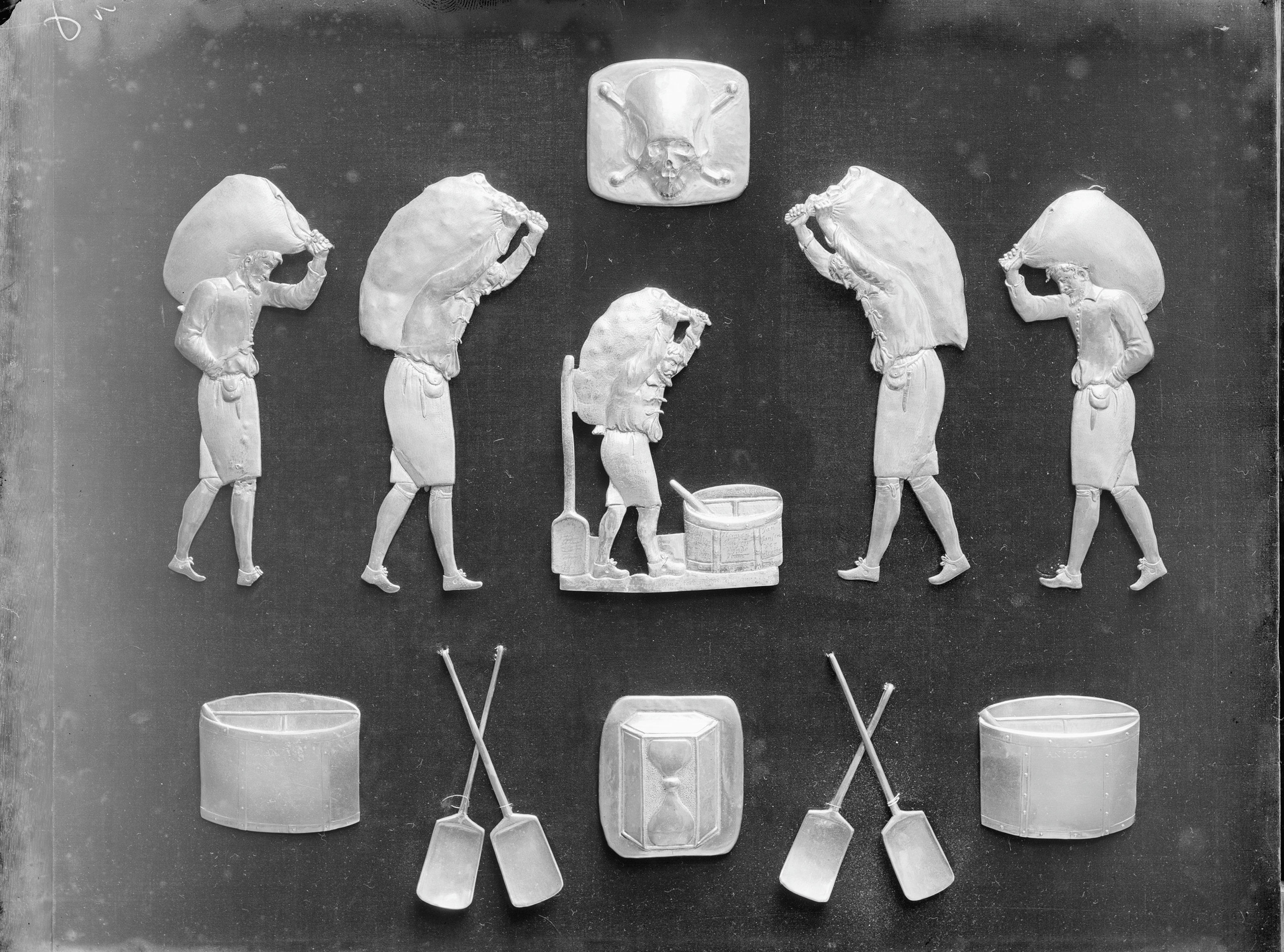
Zilveren versierselen van lijkkleed zakkendragers Utrechts Museum (nr 1670)

- Amersfoort, beschermheilige Sint Christoffel, opgericht rond 1645.
- Amsterdam, Sint Joost, korendragersgilde.
- Brielle, (de Kaailopers).
- Delftshaven (Rotterdam), zakkendragershuisje uit 1653.
- Dordrecht, opgericht voor 1367.
- Franeker, het zakkendragershuisje stamt uit 1634.
- Goes, opgericht begin 17e eeuw, gildehuis aan de Blaauwe Steen 3-5, beschermheilige Sint Jan.
- Haarlem, beschermheilige Sint Andries, (Slepersgilde).
- 's Hertogenbosch,  opgericht 13 maart 1630.
- Leeuwarden, na 1800 Sociëteit van de zakkenlopers.
- Maassluis, (gildehuis uit 1734) het gilde was het enige in de stad.
- Maastricht, beschermheilige St. Christoffel.
- Middelburg, Gildekamer aan de Kuiperspoort.
- Rotterdam, opgericht ~1629.
- Gouda, St Joost. Hadden de kapel van nu de luthersen kerk in Gouda.
- Schiedam, opgericht 1465, beschermheilige Sint Anthonis, opgeheven 1940.
- Utrecht, opgericht 1386, (ca. 23 februari 1551, De Pijnderbroederschap, Zuid-Nederlandse benaming voor iemand die zich afslooft), twee afdelingen: het Boveneinde en het Benedeneinde van de stad (1569, 48 leden), opgeheven 1857. [2]
- Zierikzee, beschermheilige Sint Jan, het gilde bestond in 1928 nog.

### Zakkendragersoproer
In januari 1648 kreeg Burgemeester Jacob de Witt van Dordrecht "huisbezoek" van tientallen woedende zakkendragers, die wel wat schade aanrichtten, maar afdropen voordat de schutterij kon ingrijpen.

## Afbeeldingen

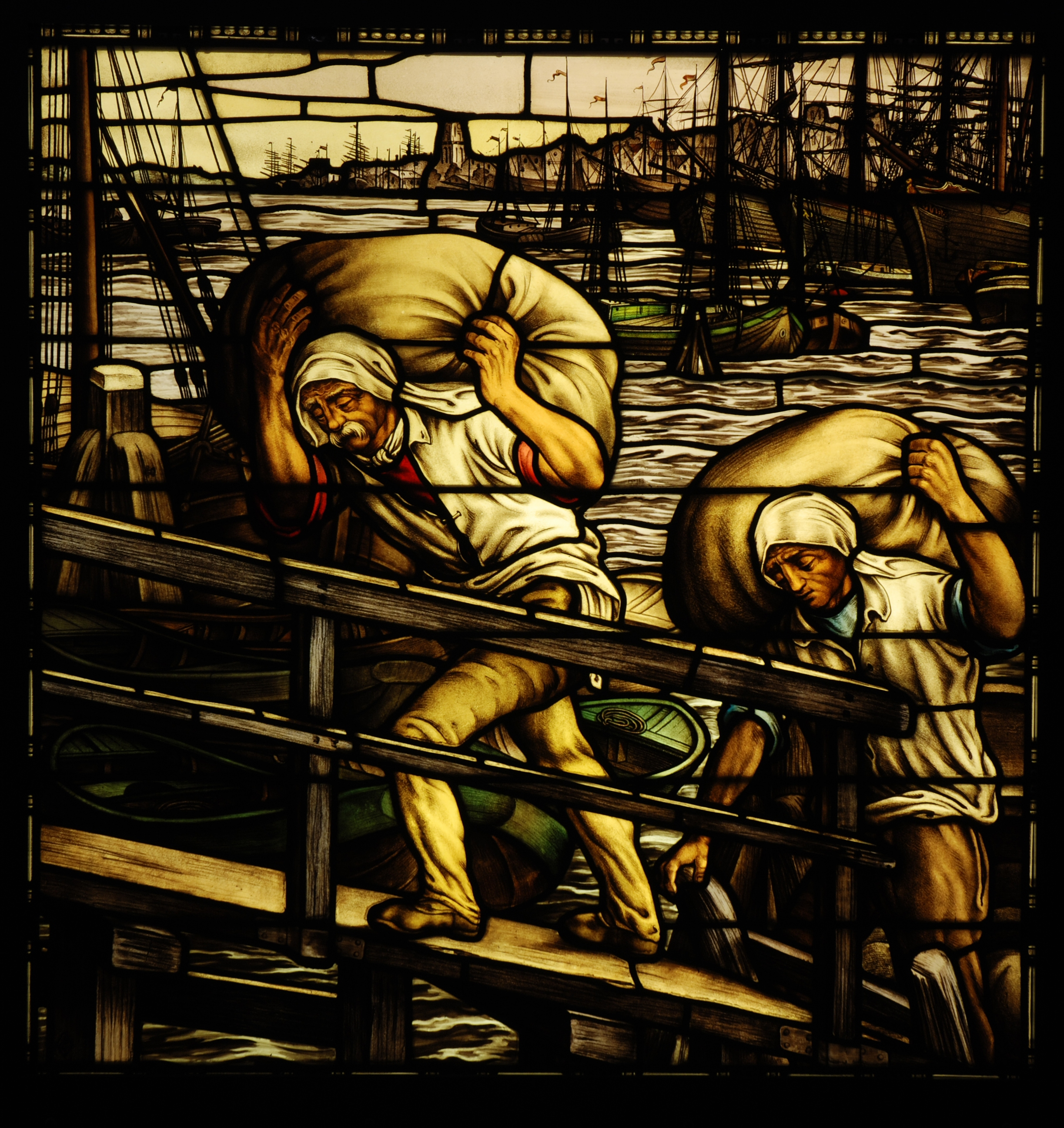
Glas-in-lood, Elevatorhuis, Rotterdam
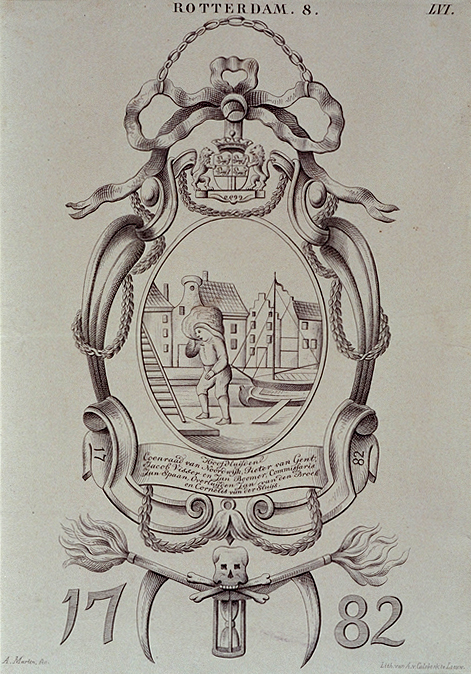
Begrafenisschild Rotterdam 1782
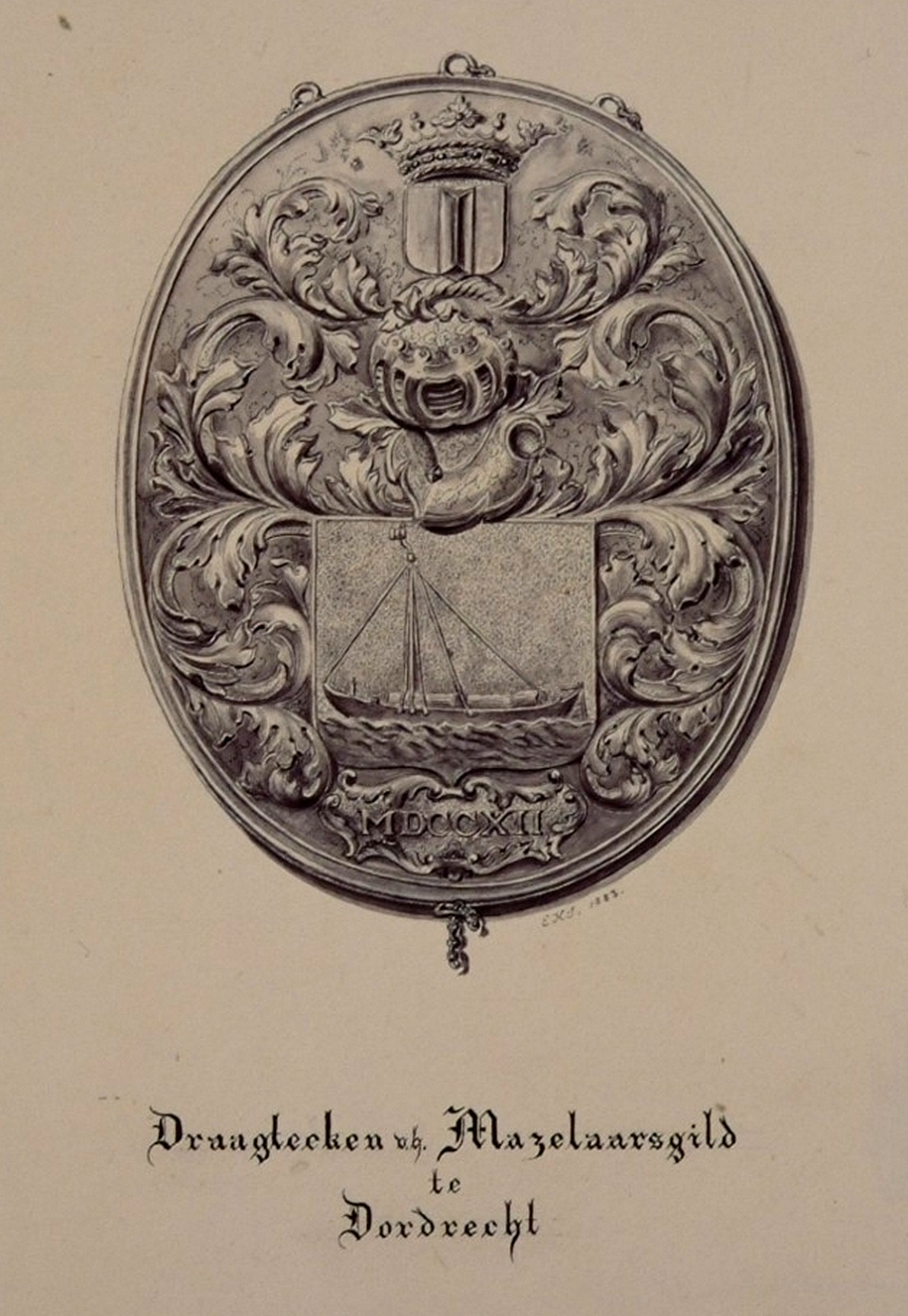
Dordrecht, draagteken zakkendragersgilde 1712
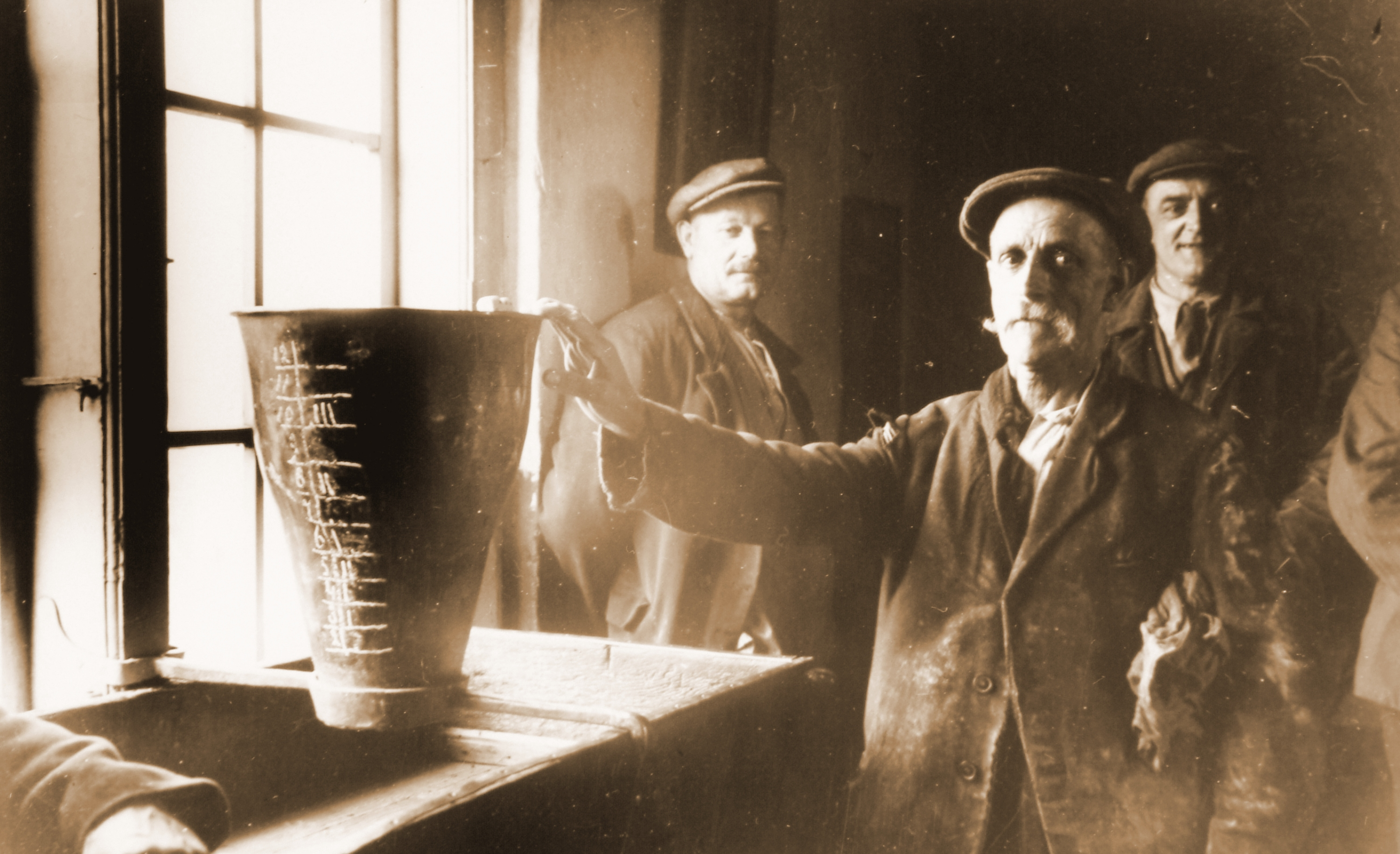
Smakken, Dordrecht
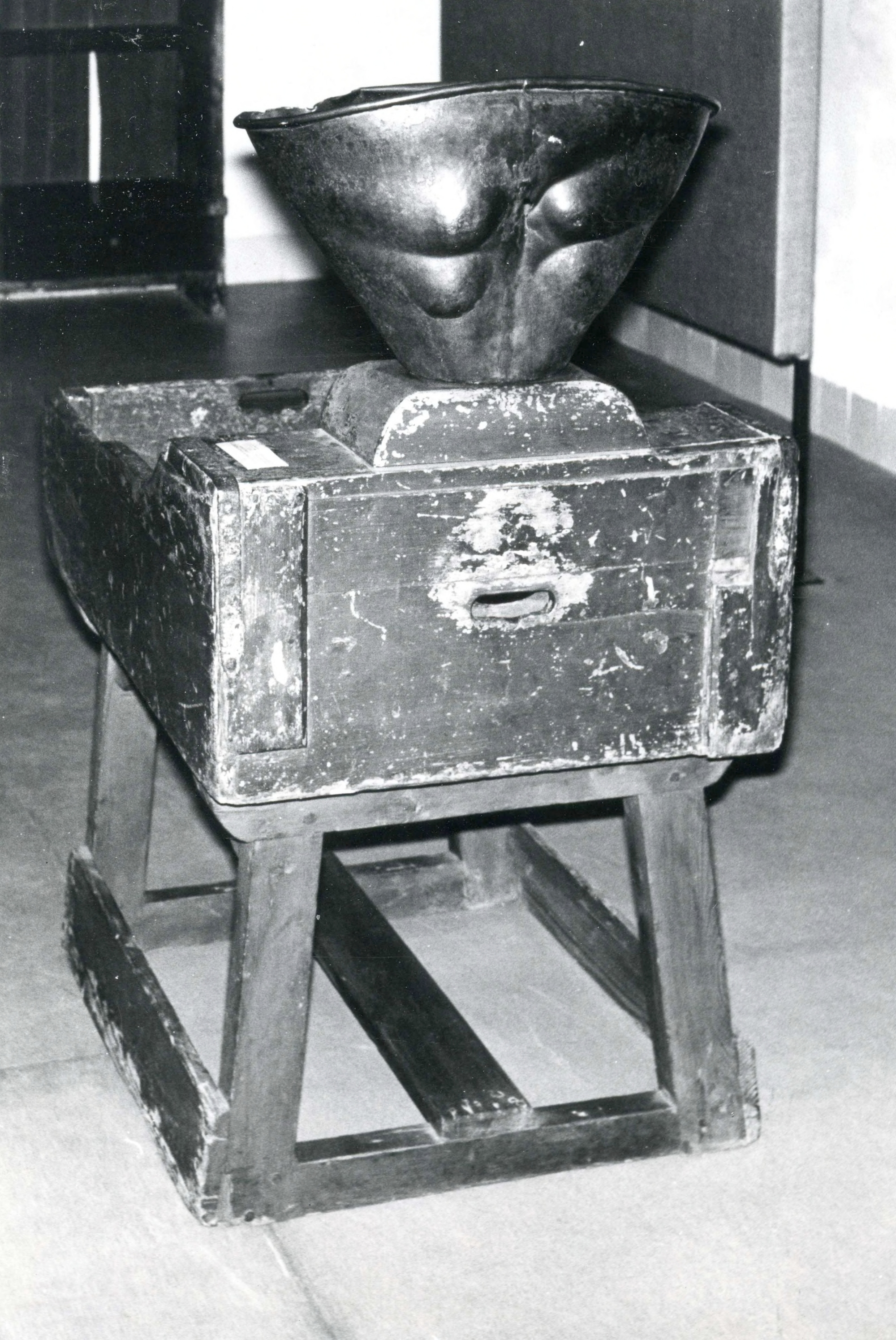
Smakbak Trompmuseum
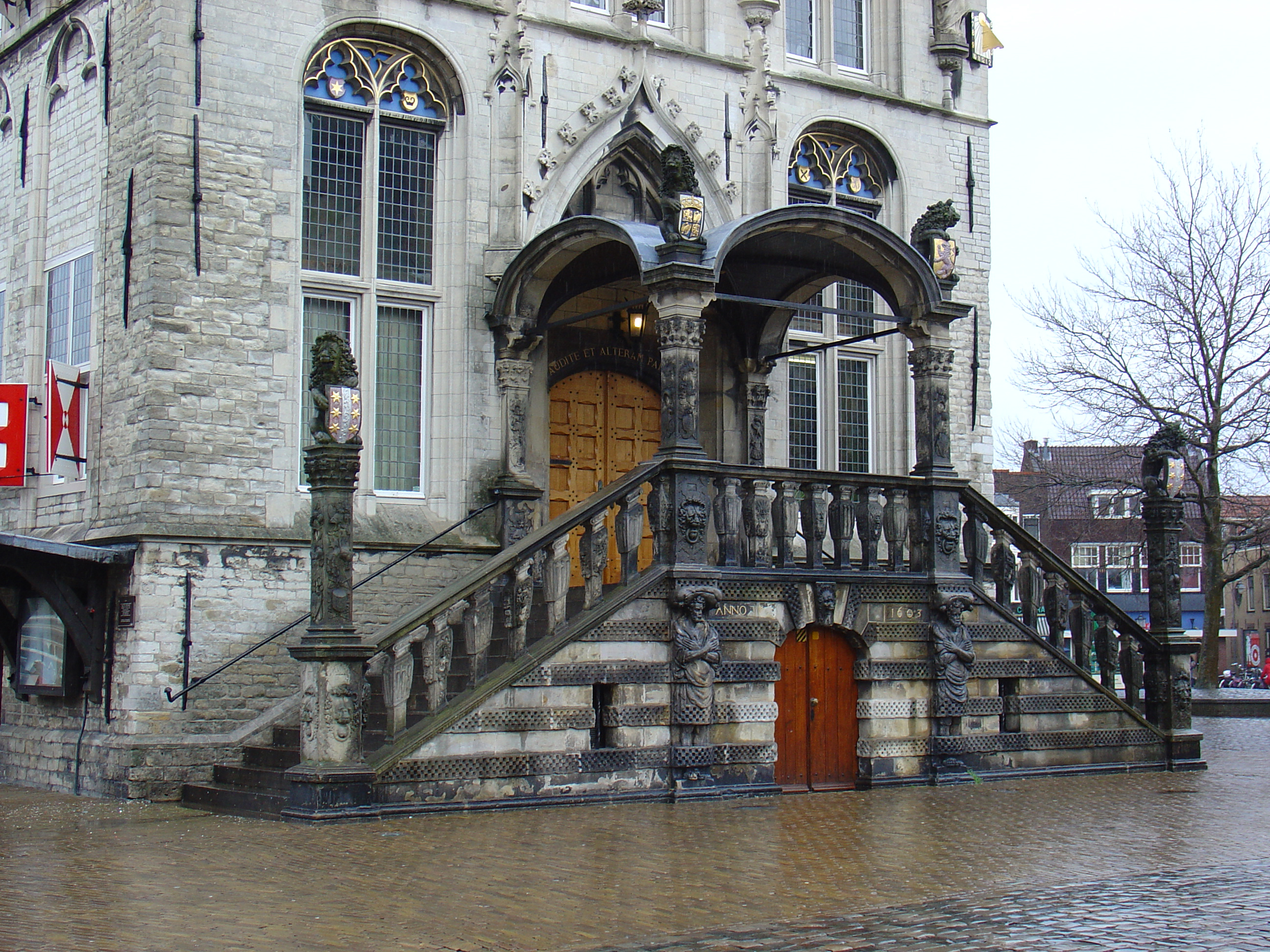
Stadhuis Gouda met beelden van zakkendragers onder het bordes.
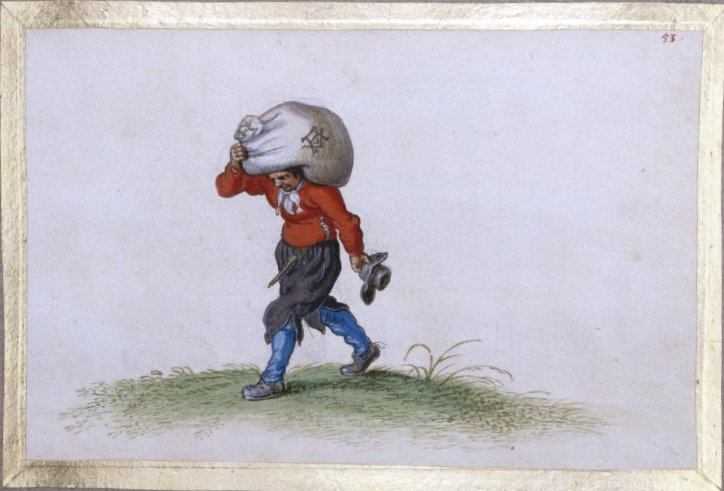
zakkendrager, A. van de Venne

## Trivia
- In Dordrecht werden de zakkendragers ook wel Mazelaars genoemd naar de werkwijze waarbij de zakken met graan en turf vanaf schepen op de Maas werden getransporteerd.
- De gelukkigen die gunstige ogen hadden bij het dobbelen konden die dag Een smak verdienen.
- In 2008 uitgebracht als arbo-vriendelijk hulpmiddel de zakkendrager, draaghulp voor het handmatig vervoeren van geopende zakken met poedervormige bouwstoffen (cement, lijmpoeder, gips etc.).